# Onthophagus nasonis
Onthophagus nasonis är en skalbaggsart som beskrevs av Kabakov 1998. Onthophagus nasonis ingår i släktet Onthophagus och familjen bladhorningar. Inga underarter finns listade i Catalogue of Life.